# Sa Pa
Sa Pa (vietnamsky Sa Pa,  poslech), také psáno jako Sapa) je okresní město v provincii Lào Cai v severozápadním Vietnamu. V roce 2018 mělo 61 498 obyvatel. Rozkládá se na ploše 677 km2 v nadmořské výšce více než 1500 metrů. Jde o jedno z hlavních tržních měst v oblasti, kde žije několik skupin etnických menšin, jako jsou Hmongové, Jaové, Giáy, Xa Pho a Tay. Rovněž je oblíbenou turistickou destinací.
V České republice je po městě pojmenováno obchodní a kulturní centrum Sapa v pražské Libuši, jedno z nejvýznamnějších míst vietnamské komunity v zemi.

## Historie

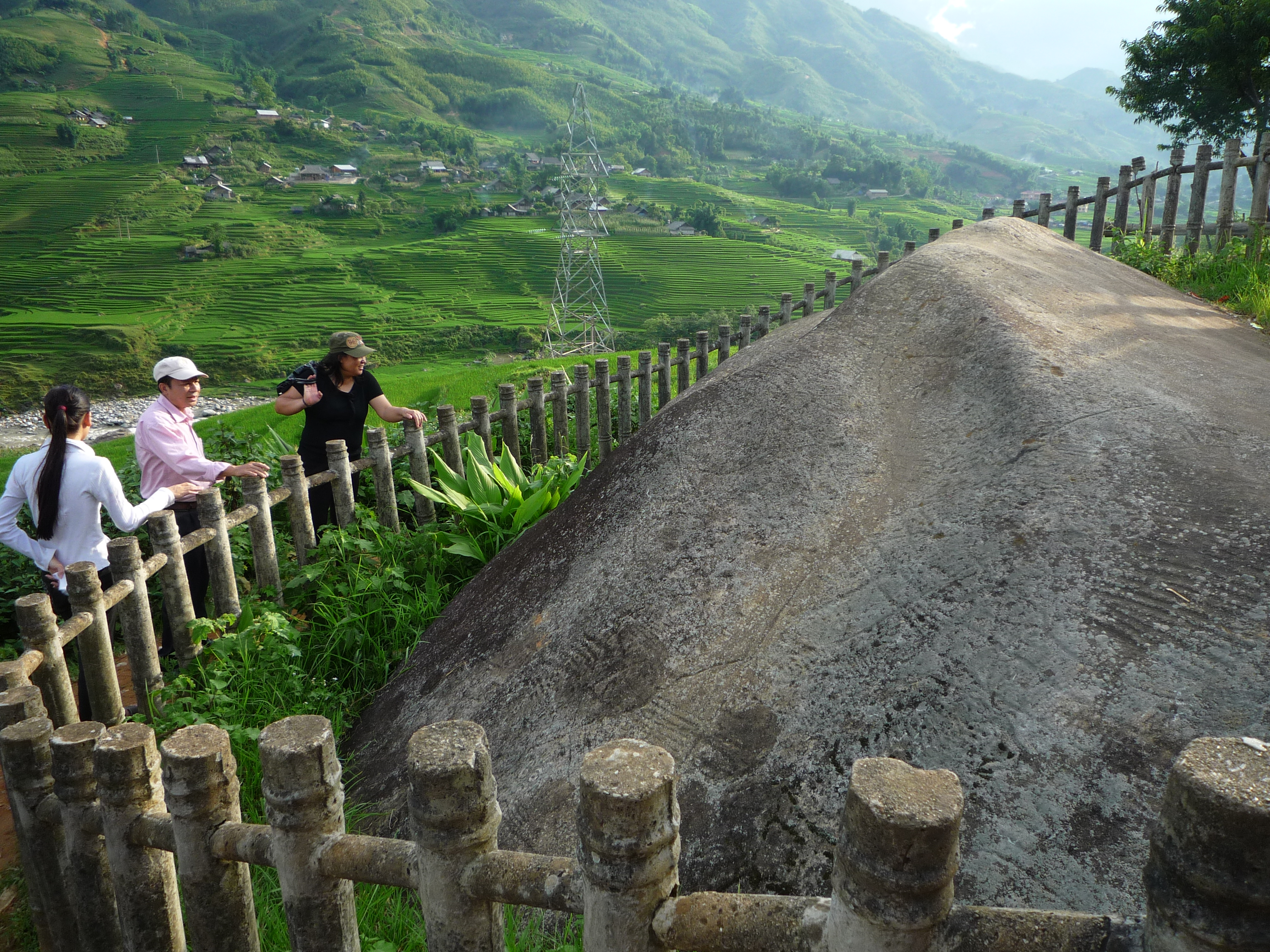
Starověké skalní rytiny. Stará kamenná oblast Sapa je vedena jako lokalita pro nominaci na světové dědictví UNESCO.

### Vznik a osídlení
Sa Pa bylo pohraniční městečko a hlavní město bývalého okresu Sa Pa v provincii Lào Cai. Nejprve ho obývali lidé, o kterých existuje jen velmi málo archeologických poznatků. V celém údolí zanechali stovky petroglyfů, většinou složených z čar, o nichž se odborníci domnívají, že pocházejí z 15. století a představují místní katastry. Následně do oblasti přišly vysočinské menšiny Hmongů a Jaoů. Městečko je jedním z hlavních trhů v oblasti, žije zde několik skupin etnických menšin, z nichž nejpočetnější jsou lidé národů Hmong, Dao (Yao), Giáy, Pho Lu a Tày. Kinh (nížinští Vietnamci) nikdy původně nekolonizovali toto nejvyšší z údolí v zemi, které leží ve stínu Phan-Xi-Pǎng (Fansipan, 3143 m), nejvyššího vrcholu v zemi.
V okolí města se nachází více než 200 kusů balvanů se starověkými rytinami. Oblast těchto kamenných rytin je od roku 1997 na předběžném seznamu zapsání na seznam památek UNESCO.

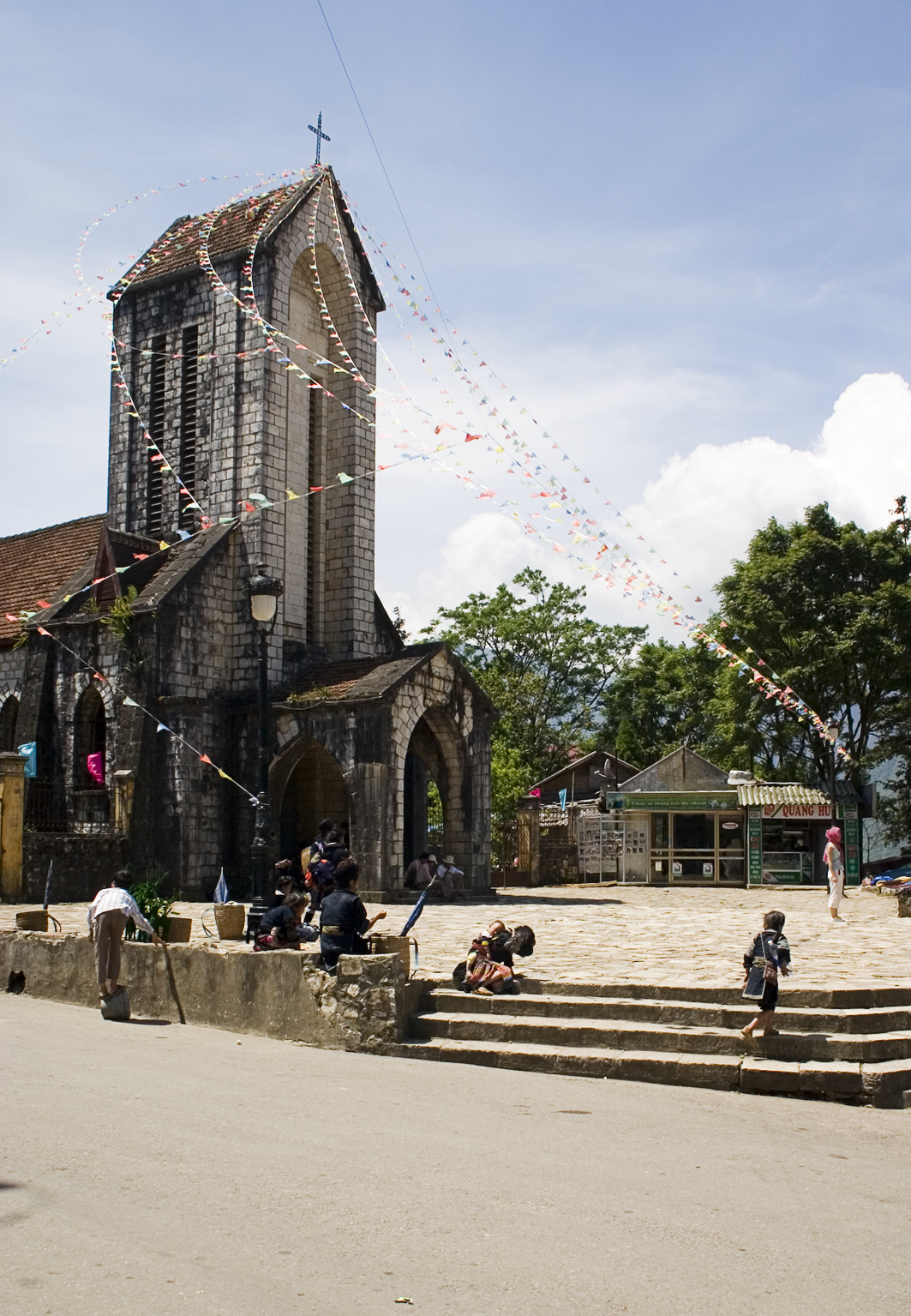
Katolický kamenný kostel v Sa Pa, postavený francouzskými misionáři v roce 1930

### Francouzská nadvláda
Teprve když se Francouzi koncem 80. let 19. století vylodili na vysočině Tonkin, Sa Pa, název hmongské vesničky (francouzský název Chapa) se začala objevovat na mapě země. V následujícím desetiletí do místa budoucího města přišly francouzské koloniální oddíly při a také misionáři ze Společenství zahraničních misií v Paříži (Société des Missions Etrangères de Paris, MEP).  Francouzská armáda odtud pak pochodovala z delty Rudé řeky do severních horských oblastí jako součást dobytí Tonkinu. V letech 1894 až 1896 byla formálně dohodnuta hranice mezi Čínou a Tonkinem a oblast Sa Pa, jižně od této hranice, byla umístěna pod francouzskou správu. Od roku 1891 se celý region Lào Cai, včetně města Sa Pa, dostal pod přímou koloniální vojenskou správu s cílem omezit banditismus a politický odpor na citlivé severní hranici. 
První stálý francouzský civilní obyvatel přijel do Sa Pa v roce 1909. Díky příznivému kontinentálnímu klimatu nechaly francouzské zdravotnické úřady v roce 1912 postavit vojenské sanatorium pro nemocné důstojníky a rozhodly o umístění plnohodnotné vojenské posádky. Od 20. let 20. století zde vznikla také řada honosných soukromých vil.
Na konci druhé světové války začalo v Tonkinu dlouhé období bojů v rámci války v Indočíně , které trvalo až do roku 1954. Během toho bylo téměř všech asi 200 koloniálních budov v Sa Pa nebo kolem něj zničeno, buď sympatizanty hnutí Việt Minh na konci 40. let, nebo na počátku 50. let francouzskými nálety. Drtivá většina vietnamské populace uprchla, aby si zachránila život, a město následně upadalo. Počátkem 60. let 20. století se díky migračnímu programu nového socialistického režimu začali do regionu stěhovat noví obyvatelé z nížin. Krátká okupace severního pohraničního regionu čínskými jednotkami v roce 1979 na měsíc vyhnala obyvatelstvo Kinh (Vietnamské nížiny) ze svých domovů.
V roce 1993 byla odstraněna poslední překážka plného znovuzrození města jako prominentní prázdninové destinace, když bylo vietnamskou vládou učiněno rozhodnutí plně otevřít dveře mezinárodnímu cestovnímu ruchu. Sa Pa se opět vrátila na turistickou mapu, zejména pro nově vznikající třídu vietnamských ekonomických elit, stejně jako pro zahraniční turisty. 

## Geografie

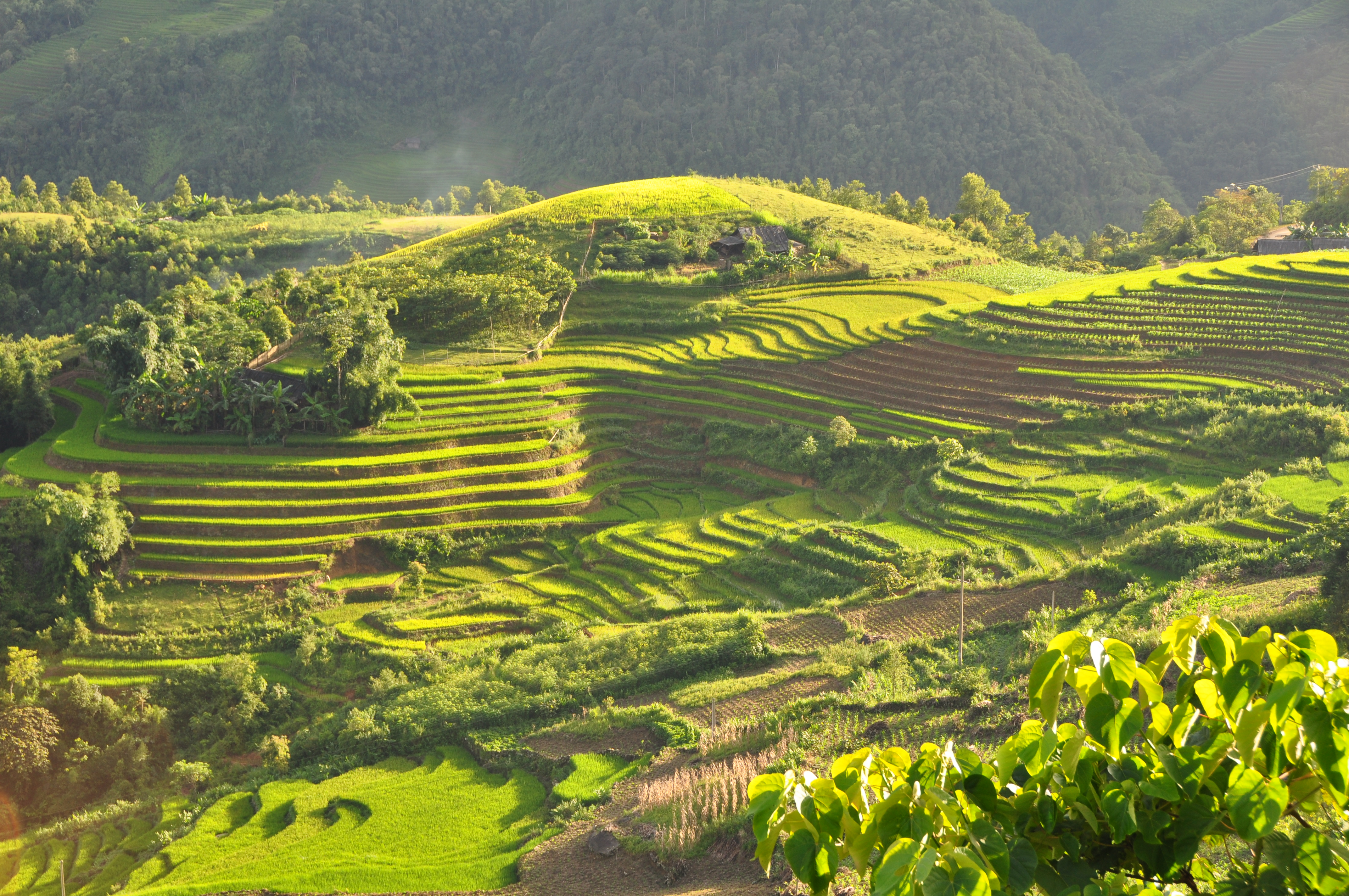
Ikonická terasová pole v okolí města

Okres Sa Pa leží v provincii Lào Cai v severozápadním Vietnamu, 380 km severozápadně od hlavního města Hanoje, poblíž hranic s Čínou. Oblasti, která se nachází na východním výběžku Himálaje, dominuje pohoří Hoàng Liên Son. Toto pohoří zahrnuje též nejvyšší horu Vietnamu, Fan Si Pan, ve výšce 3143 m nad hladinou moře.
Většina příslušníků etnických menšin obdělává svou půdu na svažitých terasách, protože velká většina půdy je hornatá. Jejich základními potravinami jsou rýže a kukuřice. Rýže, ze své podstaty jako plodina náročná na pracovní sílu, její pěstování navíc komplikuje vysokohorské klima. Právě tato ikonická pole jsou nicméně častým cílem sem přijíždějících turistů.
Přírodní rezervace Hoàng Liên, v roce 2006 prohlášena za národní park, se nachází v bezprostřední blízkosti jižně od města.